# Episodi di In casa Lawrence (prima stagione)
Questa voce contiene trame, dettagli e crediti dei registi e degli sceneggiatori della prima stagione della serie televisiva In casa Lawrence.
Negli Stati Uniti, la serie è stata trasmessa per la prima volta sulla ABC dal 9 marzo al 13 aprile 1976.
| nº   | Titolo originale           | Titolo italiano | Prima TV USA   | Prima TV Italia |
| ---- | -------------------------- | --------------- | -------------- | --------------- |
| 1.01 | Pilot: The Best Years      |                 | 9 marzo 1976   |                 |
| 1.02 | Monday Is Forever          |                 | 16 marzo 1976  |                 |
| 1.03 | A Special Kind of Loving   |                 | 23 marzo 1976  |                 |
| 1.04 | A Right and Proper Goodbye |                 | 30 marzo 1976  |                 |
| 1.05 | Thursday's Child           |                 | 6 aprile 1976  |                 |
| 1.06 | Point of Departure         |                 | 13 aprile 1976 |                 |